# Многополье (Донецкая область)
Многопо́лье (укр. Многопілля) — село на Украине, расположенное в Амвросиевском районе Донецкой области. Находится под контролем самопровозглашённой Донецкой Народной Республики.

## География

#### Соседние населённые пункты по странам света
С: Полтавское, Третяки, город Иловайск
СЗ: Грабское
СВ: Покровка (Харцызский горсовет), Покровка (Амвросиевский район), Степано-Крынка
З: Агрономичное
В: Григоровка
ЮЗ: Новодворское
ЮВ: Бондаревское, Металлист, Кутейниково, Зеркальное
Ю: Червоносельское, Володарского

## Население
Население по переписи 2001 года составляло 310 человек.

## История
В 2014 году в окрестностях села проходили военные действия (см. Вооружённый конфликт на юго-востоке Украины), с 2015 года местные власти проводят мероприятия по очистке местности от взрывоопасных предметов.

## Общая информация
Код КОАТУУ — 1420685401. Почтовый индекс — 87311. Телефонный код — 6259.

## Адрес местного совета
87311, Донецкая область, Амвросиевский район, с. Многополье, ул.Школьная, д.4; тел. 37-5-13.